# Vercetti Regular
Vercetti Regular，也稱為Vercetti，是一無襯線字體字型。它可以用於商業和個人項目。 此字型於2022年以 Licence Amicale 授權釋出，該授權允許使用者與朋友和同事共享字型檔案。
Vercetti是一款免費（自由軟體）字型，由希臘平面設計師Filippos Fragkogiannis和字型設計師Richard Mandona共同設計。 
Vercetti Regular的設計靈感來自於人文主義與幾何設計元素。 在創作Vercetti時，設計師參考了早期開源字型 MgOpen Moderna 的設計原則。 
該字型擁有326個字形，包括數字、符號、標點符號及重音符號。 這意味著它可用於所有使用拉丁字母的歐洲語言。Vercetti 已針對網頁設計進行優化。可下載的字型檔案格式包括：OTF、TTF、WOFF、WOFF2。